# Lovelace (Film)
Lovelace (alternativer Titel: Linda Lovelace – Pornostar) ist ein in den USA produzierter biographischer Film über die ehemalige Pornodarstellerin Linda Boreman, besser bekannt als Linda Lovelace, und über deren Leben im Alter zwischen 20 und 32 Jahren. Regie führten Rob Epstein und Jeffrey Friedman. Der Film hatte seine Weltpremiere am 22. Januar 2013 im Rahmen des Sundance Film Festivals. Das ZDF zeigte am 11. Mai 2015 die deutsche Free-TV-Premiere des Films.

## Handlung
Linda Lovelace, die in einem streng religiösen Elternhaus aufgewachsen ist, steht unter dem Einfluss ihres gewalttätigen Ehemanns und selbst ernannten Managers Chuck Traynor, der sie mit allen nur möglichen Mitteln überredet, seinen Forderungen nachzukommen und ihre „sensationelle Begabung zum Oralverkehr“ erfindet. Im Jahr 1972 schlägt der Porno-Film „Deep Throat“ ein wie eine Bombe und macht aus der bis dahin unbekannten Linda einen Star. Bei der Filmpremiere trifft sie auch auf Playboy-Chef Hugh Hefner, der ihr ein eindeutiges Angebot macht. Sie steigt zum Mediendarling und Postergirl für die sexuelle Revolution auf. Anfangs genießt die naive Frau ihre neue Identität, doch schon sehr bald muss sie nicht nur die dunklen Seiten der Sexindustrie kennenlernen, sondern auch die ihres Mannes. Als ihr Ehemann sie immer öfter schlägt und zur Prostitution zwingt, versucht sie dem zerstörerischen Leben zwischen Partys, heftigem Drogenmissbrauch und sexueller Ausbeutung zu entkommen. Die fragile Frau befreit sich von Chuck und erzählt die Wahrheit über ihr Leben, um zu verhindern, dass sich andere Frauen ähnlich ausbeuten lassen.

## Produktion

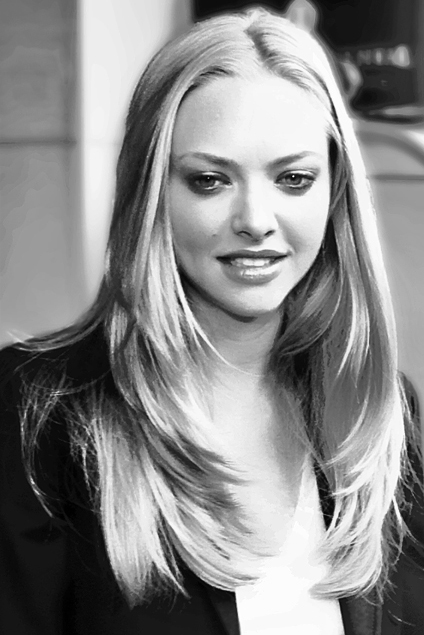
Amanda Seyfried verkörpert Linda Lovelace

Im Januar 2011 wurde der schwangeren Kate Hudson die Rolle der Linda Lovelace angeboten, während James Franco für die Rolle von Lindas Ehemann Chuck Traynor im Gespräch war. Im November 2011 wurde jedoch bekannt, dass die beiden Rollen von Amanda Seyfried und Peter Sarsgaard übernommen werden. Sharon Stone sagte am 16. November 2011 zu, sie werde die Rolle von Lovelaces Mutter übernehmen. Im Dezember 2011 erhielt Franco die Rolle von Hugh Hefner. Am 2. Januar 2012 wurden Adam Brody und Eric Roberts als Harry Reems und Nat Laurendi verpflichtet, während Demi Moore im Film nur einen Cameo-Auftritt als Gloria Steinem erhalten sollte. Ein paar Wochen später stieg sie aus, und Sarah Jessica Parker übernahm diese Rolle. Allerdings ist Parkers Cameo-Auftritt letztlich gelöscht worden.
Um sich für die Rolle vorzubereiten, las Seyfried einige Bücher von Lovelace und studierte einige Videos, in welchen ihre Stimme zu hören war. Sie schaute sich auch den Film Deep Throat an und unterzog sich einer Ausbildung, um den New Yorker Akzent zu lernen. Seyfried sagte über Lovelace: „Sie war eine ganz andere Person als man erwartet hätte. Es ist eine erzählenswerte Geschichte, und ich bin sehr, sehr aufgeregt.“

## Rezeption

### Einspielergebnis
Lovelace hat weltweit lediglich knapp über 1,5 Mio. US-Dollar eingespielt.

### Kritiken
„Das emotional packende Erotik-Drama beruht auf einer wahren Geschichte und wirft einen aufschlussreichen Blick hinter die Kulissen einer ebenso erfolgreichen wie skrupellosen Wirtschaftsbranche.“
Auf Rotten Tomatoes haben 51 % der Kritiker den Film positiv bewertet.